# Grüne Liste Erlangen

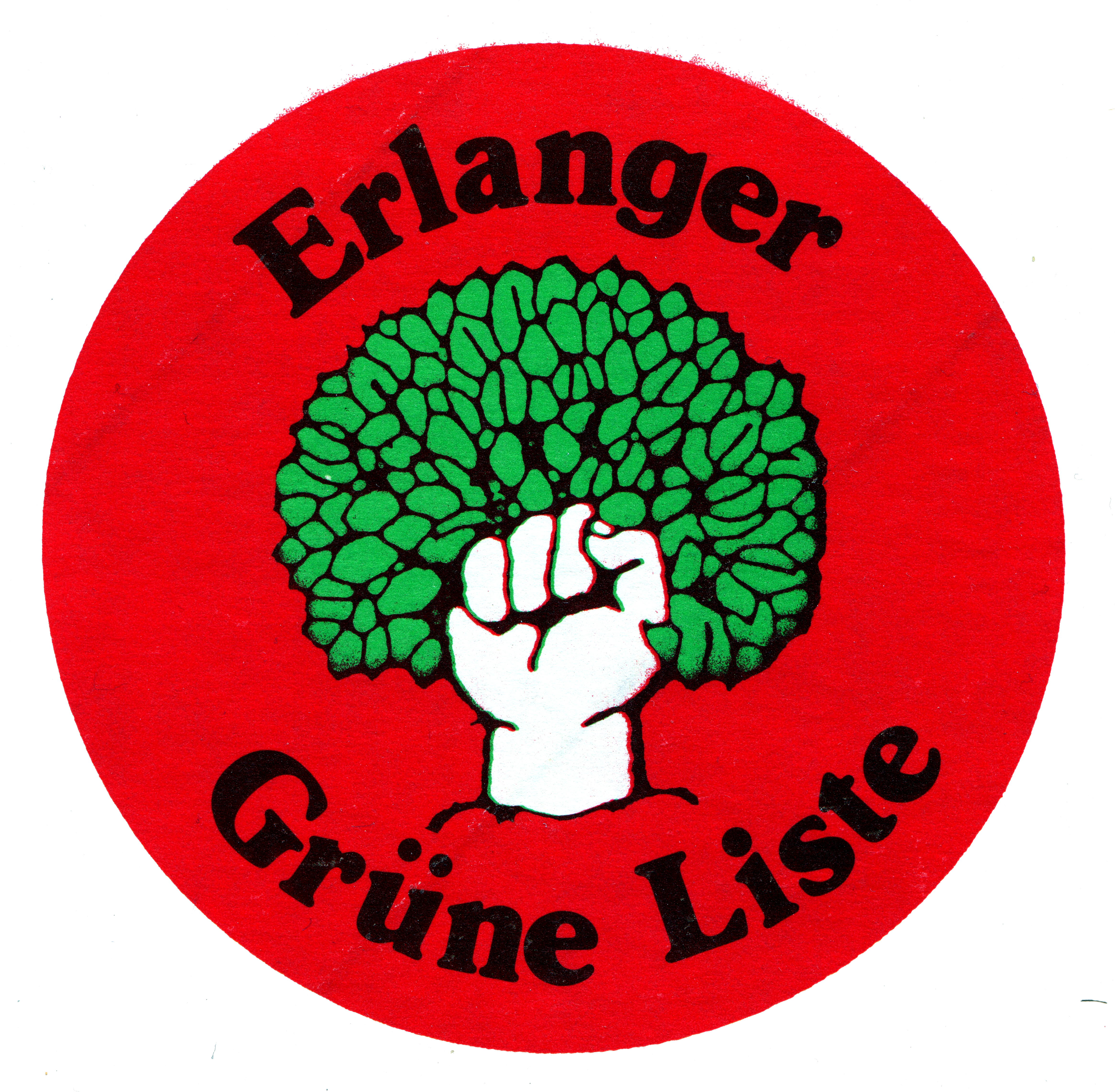
Logo: Grüne Liste Erlangen, ca. 1978

Die Grüne Liste (GL) ist eine kommunalpolitische Initiative und eine als Verein organisierte Wählervereinigung aus Erlangen. Sie tritt als gemeinsame Liste mit dem Erlanger Kreisverband von Bündnis 90/Die Grünen zu den Kommunalwahlen an.

## Gründung
Die Grüne Liste Erlangen war im Herbst 1977 in Bayern eine der ersten grünen kommunalpolitischen Initiativen – noch weit vor der Gründung der Partei Die Grünen in Bayern am 7. Oktober 1979 und der Bundespartei am 13. Januar 1980. Lediglich ein weiterer Kreisverband der Grünen in Bayern gründete sich noch vor der Gründung des Landesverbandes: am 10. Juli 1979 gründete sich die „AUD – Die Grünen“ im benachbarten Fürth.
In Hinblick auf die Kommunalwahl am 3. März 1978 schlossen sich unter Beteiligung des Sozialistischen Zentrums E eine kommunalpolitische Wählergemeinschaft zusammen, bestehend aus elf Gruppierungen – darunter z. B. die AG Reggae, Aktionsgemeinschaft Unabhängige Deutsche (AUD), Frauengruppen, Stadtindianer, Spontigruppen und SPD-Dissidenten. Der Listenname „Sozialistische Einheitsliste“ war zuvor nur knapp in einer basisdemokratischen Entscheidung als Name zu Gunsten der Grünen Liste verworfen worden. In Erlangen entstand damit im bundesweiten Vergleich relativ früh ein parlamentarischer Arm der außerparlamentarischen alternativ-grünen Bewegung. Als Sprachrohr diente die alternative Stattzeitung „Was Lefft“, die regelmäßig über kommunalpolitische Themen kritisch berichtete. Mitbegründer und erster Grüner Stadtrat in einem Kommunalparlament in Bayern war der Arzt Wolfgang Lederer, der dann gemäß den basisdemokratischen Stauten auch gleich nach einem Jahr im Sinne des Rotationsprinzips seinen Platz wieder frei machte – für den Nachrücker Peter Pluschke – der ab 2008 berufsmäßiger Stadtrat und Umweltreferent in der Nachbarstadt Nürnberg wurde. Neben dem Rotationsprinzip verpflichtete sich die Initiative auch den Leitgedanken der Basisdemokratie ohne Hierarchien, der strikten Einhaltung einer Quotenregelung und die fast vollständige Abführung der Diäten/Aufwandsentschädigung. Schwerpunkt der ersten Jahre waren die ökologische Stadtentwicklung, die Unterstützung von Initiativen im Kampf um günstigen Wohnraum (Hausbesetzerszene) und einer Verkehrspolitik, die den Radverkehr und den Ausbau der ÖPNV deutlich verstärkt. Zusätzlich engagierten sich die Mitglieder im Kampf gegen die Atomenergie, u. a. auch begründet durch den Hauptsitz der damaligen Siemens-Tochter KWU in Erlangen.
Bei der Kommunalwahl 1984 erhielt die Grüne Liste 6 % der Stimmen, und ging eine Koalition mit der örtlichen SPD ein, die allerdings nach drei Jahren wieder zerbrach. In den folgenden Perioden konnte die Grüne Liste stets ihr Ergebnis mit vier Mandatsträgern halten, die bis 2002 dem Grundsatz des Rotationsprinzips stets treu geblieben waren und jeweils nach zwei Jahren wieder ihr Mandat freiwillig abgaben, zugunsten eines Nachrückers. 2002 konnte die Grüne Liste fünf Mandate gewinnen.

## Aktuelle Stadtratsarbeit
Bei der Kommunalwahl 2020 konnte sich die gemeinsame Liste der Grünen Liste Erlangen und Bündnis 90/Die Grünen Erlangen um 6,6 Prozentpunkte auf 22,4 % der Stimmen steigern. Mit 11 Mandaten ist sie nun die zweitstärkste Kraft im Erlanger Stadtrat. Die Bürgermeisterkandidatin der GL Susanne Lender-Cassens erhielt im ersten Wahlgang 13,6 % und verfehlte somit die Stichwahl. Nachdem die Basis eine sogenannte Kooperation mit SPD und CSU ablehnte, ist die GL nun Oppositionsführerin.